# 14568 Zanotta
14568 Zanotta è un asteroide della fascia principale. Scoperto il 19 luglio 1998 da Andrea Boattini e Maura Tombelli presenta un'orbita caratterizzata da un semiasse maggiore pari a 2,3932782 UA e da un'eccentricità di 0,0950101, inclinata di 6,60691° rispetto all'eclittica.
L'asteroide è dedicato all'astrofilo italiano Mauro Vittorio Zanotta.